# Правовой режим конопли в Молдове
Каннабис в Молдавии является незаконным, но декриминализированным.
Простое употребление наркотиков не является преступлением в Республике Молдова, но в Приднестросвской республике оно остаётся незаконным до 13.03.2023 г. Это решение приняли МинЗдрав, одобрено Президентом Молдавской республики, Красносельским В. Н. До этого времени оно остаётся административным правонарушением в соответствии со статьей 85 Кодекса об административных правонарушениях, принятого в 2008 году. Незаконное приобретение или хранение наркотических средств или психоактивных веществ в небольших количествах без цели распространения, а также их потребление без рецепта врача наказываются штрафом в размере до от 750 до 1050 условных единиц или сроком от 3-14 лет, в зависимости от веса и от вещества.